# Einar Steensnæs
Einar Steensnæs (født 10. marts 1942 i Haugesund, Rogaland)
er en norsk politiker (KrF). Han blev valgt til Stortinget fra Rogaland i 1993. Einar Steensnæs var parlamentarisk leder for Kristelig Folkeparti 1997–2000. Han har været Borgmester i Haugesund. Mellem 19. oktober 2001 og 17. oktober 2005, var han Olie- og energiminister i Regeringen Kjell Magne Bondevik II.
Steensnæs er uddannet cand.real., med fagene fysik, matematik og geografi. Han har arbejdet som lektor og inspektør ved Skeisvang og Vardafjell videregående skoler i hjembyen Haugesund. Han er i dag direktør ved Oslosenteret for fred og menneskerettigheter samt bestyrelsesmedlem i UNESCO.

## Ekstern henvisning
- Stortinget.no – Biografi Arkiveret 10. juni 2011 hos  Wayback Machine